# Škoda 35Tr
Škoda 35Tr je nízkopodlažní kloubový trolejbus vyrobený ve dvou kusech v letech 2018 a 2020 českou firmou Škoda Electric s využitím karoserie typu Urbanway 18M od společnosti Iveco Bus.

## Konstrukce
Jedná se o třínápravový dvoučlánkový trolejbus s karoserií městského autobusu Iveco Urbanway 18M.

## Historie
Typ 35Tr navazuje na model Škoda 25Tr, který byl ve spolupráci Irisbusu (předchůdce Iveca Bus) a Škody Electric vyráběn v letech 2004–2014 a který disponoval karoserií autobusů Irisbus Citybus 18M a Irisbus Citelis 18M. Prototyp vozu 35Tr byl dokončen počátkem roku 2018, v únoru toho roku se poprvé objevil v plzeňských ulicích na zkušebních jízdách. V červnu 2018 byl vůz převzat zpět výrobcem, který jej v následujících týdnech přestavěl na první kus trolejbusu Iveco Crealis. Elektrická výzbroj zůstala zachována, největší změnou (vyjma barevnosti) byla instalace nového předního čela. V září 2018 bylo vozidlo vystaveno na veletrhu IAA 2018 v Hannoveru. Trolejbus byl následně přestavěn na Iveco Crealis a je výrobcem využíván k prezentačním účelům.
V červnu 2018 objednala Dopravní společnost Zlín-Otrokovice (DSZO) jeden parciální trolejbus 35Tr s pomocnými trakčními bateriemi, který měl být dodán do poloviny roku 2019. Zakázka ale byla zpožděna a teprve v první polovině února 2020 vykonával objednaný vůz zkušební jízdy v Plzni. Krátce na to byl dodán DSZO a ve druhé polovině března 2020 zahájil ve Zlíně zkušební jízdy s cestujícími.

## Dodávky trolejbusů
| Současný stát | Město             | Článek | Roky dodávek | Počet vozů | Evidenční čísla při dodání | Poznámky                             | Zdroj |
| ------------- | ----------------- | ------ | ------------ | ---------- | -------------------------- | ------------------------------------ | ----- |
| Česko         | Škoda Electric    | —      | 2018         | 1          | —                          | prototyp, přestavěn na Iveco Crealis | [ 1 ] |
| Česko         | Zlín – Otrokovice | článek | 2020         | 1          | 414                        | 2. prototyp, s bateriovým pohonem    | [ 7 ] |